# Lago Egelsee (Aargau)
O Lago Egelsee (Aargau) é um lago localizado em Bergdietikon, cantão de Aargau, Suíça. A sua superfície é de 2 ha, sendo o maior lago natural no cantão.